# Eurobelt
| Eurobelt     | Eurobelt                   | Eurobelt                   |
| ------------ | -------------------------- | -------------------------- |
| Tipo         | Privada                    | Privada                    |
| Industria    | Bandas transportadoras     | Bandas transportadoras     |
| Fundación    | 1972                       | 1972                       |
| Sede central | Valladolid, España         | Valladolid, España         |
| Productos    | Bandas modulares plásticas | Bandas modulares plásticas |
| Sitio web    | www.eurobelt.com           | www.eurobelt.com           |

Eurobelt es un fabricante español de bandas modulares plásticas con sede en Valladolid, España. La compañía produce sistemas de transporte industrial utilizados en sectores como la industria alimentaria, cárnica, avícola y de bebidas, entre otras.

## Historia
Eurobelt fue fundada en 1972 con el objetivo de ofrecer soluciones de transporte mediante bandas modulares de plástico para procesos industriales. Desde sus inicios, la empresa ha desarrollado productos orientados a la seguridad alimentaria y la durabilidad en entornos de producción intensiva.
En los últimos años, la compañía ha expandido su presencia internacional mediante acuerdos de distribución en Europa, América y Asia.

## Productos
La gama de Eurobelt se centra en las bandas modulares plásticas utilizadas en transportadores industriales. Entre sus líneas destacan:
- Serie Quickbelt, fabricada en poliquetona, un polímero que ofrece ventajas en resistencia química, baja absorción de humedad y mayor higiene en la manipulación de alimentos.
- Serie D50 Roller, una banda modular con rodillos diseñada para facilitar el transporte y acumulación de productos, especialmente en la industria alimentaria y de bebidas.

## Presencia internacional
Eurobelt distribuye sus productos en distintos países a través de filiales y acuerdos con distribuidores locales, especialmente en Europa y Latinoamérica. La compañía cuenta con presencia destacada en Colombia, donde desarrolla su red de distribución en el sector alimentario e industrial.

## Publicaciones en medios
Eurobelt ha aparecido en medios especializados del sector industrial y alimentario:
- Eurocarne, revista especializada en el sector cárnico, publicó un artículo sobre las bandas Quickbelt sin varilla y sus ventajas en seguridad alimentaria (2024).
- C de Comunicación difundió un reportaje sobre la innovación tecnológica de Eurobelt en la industria de procesado de alimentos (2024).